# Ansaldo SVA.5
Ansaldo SVA-5 – włoski dwupłatowy samolot rozpoznawczy używany do rozpoznania, jako lekki bombowiec oraz samolot eskortujący ciężkie samoloty bombowe. Zaprojektowany i zbudowany w 1917 roku we włoskiej wytwórni lotniczej Societe Gio Ansaldo Cia w Turynie.

## Historia

Silnik SPA 6A eksponowany w MLP w Krakowie

W koniec 1916 roku zatrudnieni w wytwórni Societe Gio Ansaldo Cia inż. Umberto Savoia i inż. Emilio Verduzio opracowali nowy lekki jednomiejscowy samolot zwiadowczy w układzie dwupłata, napędzany silnikiem rzędowym chłodzonym cieczą. 
Prototyp samolotu zbudowano na początku 1917 roku, a jego oblot nastąpił 3 marca 1917 roku. Samolot otrzymał nazwę SVA-5 (nazwa pochodzi z pierwszych liter nazwisk konstruktorów oraz nazwy firmy Ansaldo, a cyfra oznacza kolejną konstrukcję produkowaną seryjnie). Samolot SVA-5  poprzedzały bowiem jednomiejscowe samoloty rozpoznawczo- bombardujące SVA-3 i SVA-4 wprowadzone do działań bojowych w lotnictwie włoskim na początku 1918 roku na froncie włosko-austriackim. 
Prototyp samolotu SVA-5 miał dopracowaną aerodynamicznie sylwetkę, odznaczał się lekkością i zwartością. Dzięki zastosowaniu trójkątnego przekroju tyłu kadłuba, zwężonemu u dołu, pilot samolotu miał bardzo dobrą widoczność w dół do tyłu, co miało duże znaczenie w walkach powietrznych. Przód i środek kadłuba miał kształt prostokąta. Kadłub miał konstrukcję drewnianą, kratownicową, z przodu mieścił silnik osłonięty blachą aluminiową. Za silnikiem, przy końcu płatów, znajdowała się odkryta kabina pilota. Kabinę z przodu osłaniał mały wiatrochron. Na końcu kadłuba umieszczono skośne usterzenie klasyczne z podziałem na stateczniki i stery. Pokrycie kadłuba stanowiła sklejka. Płaty o konstrukcji dwudźwigarowej, drewnianej były kryte płótnem. Lotki znajdował się tylko na płacie górnym. Na nim też w środku umieszczono zbiornik paliwa połączony przewodem z silnikiem. Chłodnicę cieczy chłodzącej umieszczono przed silnikiem. Podczas prób prototyp samolotu spełniał wymagania konstruktorów i przewidziane osiągi, potwierdziły się również dobre właściwości pilotażowe i zwrotność.
Produkcję seryjną samolotu SVA-5 rozpoczęto już na jesieni 1917 roku. Pierwsze z nich pod koniec 1917 roku trafiły do włoskich szkół lotniczych. A od lutego 1918 roku samoloty SVA-5 znalazły się w jednostkach lotniczych na froncie włosko-austriackim.
Łącznie w latach 1917–1918 wyprodukowano 1245 samolotów myśliwskich SVA-5 co było wówczas rekordem w produkcji seryjnej samolotów.

## Użycie bojowe

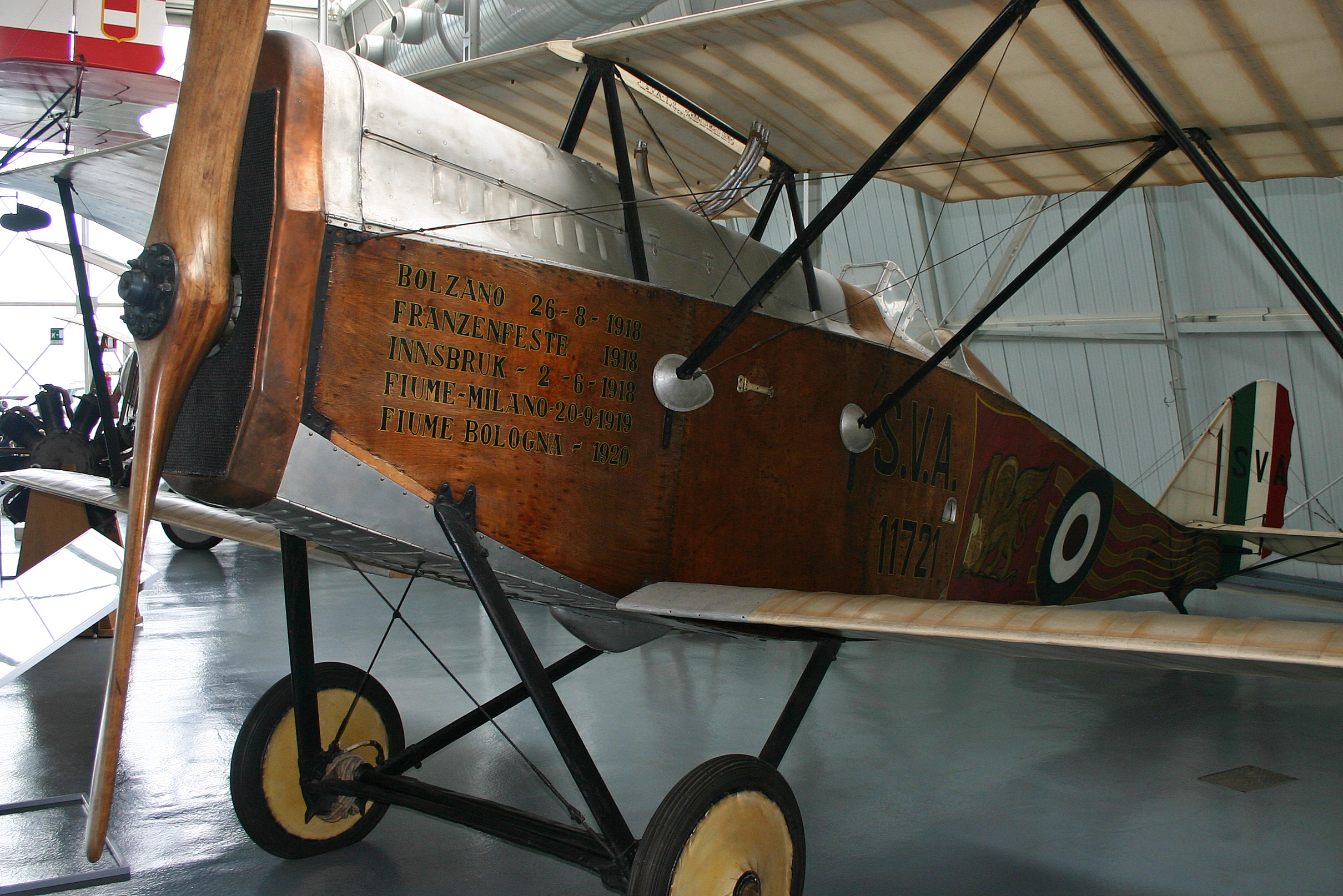
Ansaldo SVA.5 z którego zrzucono ulotki w dn. 9 sierpnia 1918 r.

Samoloty zwiadowczy SVA-5 w lutym 1918 roku znalazły się we włoskich jednostkach lotniczych na froncie włosko-austriackim. Wykonywały one tam zadania typowo myśliwskie. Na samolocie tym latał również włoski as myśliwski z I wojny światowej mjr Francesco Baracci, choć na tym typie samolotu nie odniósł żadnych zwycięstw. Samolot również zastosowano do strategicznych lotów rozpoznawczych co było możliwe dzięki ich zasięgowi i długotrwałości lotu. Był to pierwszy samolot użyty do takich lotów rozpoznawczych.
Na przykład włoski pilot Tenente Locatelli w dniu 21 maja 1918 roku wykonał lot do Friedrichshafen (Niemcy), gdzie sfotografował bazę sterowców. Ten sam pilot w dniu 21 czerwca dokonał lotu rozpoznawczego nad Zagrzeb. Głośnego rajdu na Wiedeń dokonał na samolocie SVA-5 w dniu 9 sierpnia 1918 roku znany pisarz i pilot włoski Gabriele D'Annunzio, który nad miastem zrzucił ulotki wzywające do zakończenia wojny.

## Użycie w lotnictwie polskim
W połowie 1919 roku przebywająca we Włoszech Polska Misja Wojskowa gen. Kątkowskiego zakupiła kilka samolotów SVA-5 dla lotnictwa polskiego. Samoloty te dotarły do Polski w styczniu 1920 roku. Jeden z tych samolotów używany był do szkolenia i treningów w krakowskiej szkole pilotów. W 1923 jeden z nich rozbił się w Krakowie. Co do pozostałych brak jest wiarygodnych informacji. 

## Opis techniczny samolotu myśliwskiego SVA-5
Samolot SVA-5 był jednomiejscowym samolotem zwiadowczym, dwupłatem o konstrukcji mieszanej. Podwozie klasyczne – stałe. Napęd – silnik rzędowy chłodzony cieczą, śmigło dwułopatowe, drewniane.